# Twierdzenie Stone’a (topologia)
Twierdzenie Stone’a – twierdzenie udowodnione w 1948 przez brytyjskiego matematyka, Arthura Stone’a, dotyczące przestrzeni metryzowalnych. Dowód twierdzenia opiera się na twierdzeniu Zermela, mówiące, iż każdy zbiór można dobrze uporządkować. Twierdzenie Zermela jest równoważne z aksjomatem wyboru, co w konsekwencji oznacza, iż dowód twierdzenia Stone’a jest nieefektywny.

## Twierdzenie
W każde pokrycie otwarte przestrzeni metryzowalnej da się wpisać podpokrycie lokalnie skończone i σ-dyskretne.

## Wnioski
- Każda przestrzeń metryzowalna ma bazę σ-dyskretną.
- Każda przestrzeń metryzowalna ma bazę σ-lokalnie skończoną.